# Lista de telenovelas e séries da Ecuavisa
O presente, é uma listagem de telenovelas, séries,  miniséries e super séries produzidas e transmitidas pela emissora equatoriana Ecuavisa. Em seus inícios co-produzidas e distribuídas internacionalmente pela Ecuavisa Internacional e através de alianças com empresas como Centauro Producciones, Projectamos Televisión, entre outras. Na atualidade com empresas como Somos Distribution, FLI International, Glowstar Média, Studio Pacifico, VIP 2000, Casablanca, Telefe, entre outras. Alianças, que surgem desde 2018, desde a criação de uma nova divisão, Ecuavisa Studios presidido por Ana Cecilia Alvarado, VP de negócios internacionais e talentos de Ecuavisa; a divisão tem como objetivo atrair o mercado audiovisual para o país e desenvolver produções multiplataforma que possam viajar a nível internacional. 

## Século XX
| Ano  | # | Título                          | Episódios | Emissão original | Emissão original | Criador        | Director | País de origem | Produtora | Ref |
| Ano  | # | Título                          | Episódios | Estréia          | Final            | Criador        | Director | País de origem | Produtora | Ref |
| ---- | - | ------------------------------- | --------- | ---------------- | ---------------- | -------------- | -------- | -------------- | --------- | --- |
| 1967 | 1 | El Cristo de nuestras angustias | —         | 1967             | —                | Alberto Borges | —        | Equador        | —         | —   |
| 1967 | 2 | La mujer y el pecado            | —         | 1967             | —                | —              | —        | Equador        | —         | —   |
| 1967 | 3 | Cartas de amor                  | —         | 1967             | —                | Alberto Borges | —        | Equador        | —         | —   |

| Año  | #  | Título                  | Episodios    | Emisión original | Emisión original | Creador         | Director          | País de origen | Productora | Ref   |
| Año  | #  | Título                  | Episodios    | Estreno          | Final            | Creador         | Director          | País de origen | Productora | Ref   |
| ---- | -- | ----------------------- | ------------ | ---------------- | ---------------- | --------------- | ----------------- | -------------- | ---------- | ----- |
| 1985 | 4  | La chica de Manta       | —            | 1985             | —                | —               | Paco Cuesta       | Equador        | —          | —     |
| 1985 | 5  | El Ángel está vivo      | —            | 1985             | —                | —               | —                 | Equador        | —          | —     |
| 1987 | 6  | Por Amor Propio         | 12 capítulos | 1987             | —                | —               | —                 | Equador        | —          | [ 1 ] |
| 1987 | 7  | Los que vendrán         | —            | 1987             | —                | —               | —                 | Equador        | —          | —     |
| 1987 | 8  | Vuelo 103               | —            | 1987             | —                | —               | —                 | Equador        | —          | —     |
| 1989 | 9  | El Ángel de Piedra      | 22 capítulos | 1989             | —                | Julio Jiménez   | César Carmigniani | Equador        | —          | [ 2 ] |
| 1989 | 10 | Mis adorables entenados | —            | 1989             | 1991             | Tati Interllige | —                 | Equador        | —          | [ 2 ] |
| 1989 | 11 | El segundo enemigo      | —            | 1989             | —                | Julio Jiménez   | César Carmigniani | Equador        | —          | —     |
| —    | 12 | Un día el sol           | —            | —                | —                | —               | —                 | Equador        | —          | —     |

### Década de 1990
| Ano  | #  | Título                                      | Episódios     | Emissão original       | Emissão original       | Criador                                   | Director                     | País de Origem | Ref   |
| Ano  | #  | Título                                      | Episódios     | Estreno                | Final                  | Criador                                   | Director                     | País de Origem | Ref   |
| ---- | -- | ------------------------------------------- | ------------- | ---------------------- | ---------------------- | ----------------------------------------- | ---------------------------- | -------------- | ----- |
| 1990 | 13 | La Jaula                                    | 30 capítulos  | 1990                   | —                      | —                                         | César Carmigniani            | Equador        | [ 3 ] |
| 1990 | 14 | Valeria                                     | 23 capítulos  | 1990                   | —                      | —                                         | Jorge Guerrero               | Equador        | [ 4 ] |
| 1990 | 15 | Tal para cual                               | —             | 1990                   | 1992                   | Jaime Chonillo                            | Jaime Chonillo               | Equador        |       |
| 1991 | 16 | Libres para Amar                            | 30 capítulos  | 1991                   | —                      | —                                         | George Coello                | Equador        | [ 5 ] |
| 1991 | 17 | Una Mujer                                   | 20 capítulos  | 1991                   | —                      | Paco Cuesta Carlos del Valle              | Paco Cuesta                  | Equador        | [ 6 ] |
| 1992 | 18 | Lola Calamidades                            | 33 capítulos  | 1992                   | —                      | Julio Jiménez                             | Juan Carlos Terán            | Equador        |       |
| 1992 | 19 | Isabela                                     | 100 capítulos | 1992                   | 1993                   | María Antonieta Gómez Antonieta Gutiérrez | Marcelo del Pozo             | Equador        | [ 7 ] |
| 1992 | 20 | La Baronesa de Galápagos                    | 6 capítulos   | 1992                   | —                      | Octavio Latorre                           | Carl West                    | Equador        |       |
| 1993 | 21 | Ángel o Demonio                             | 72 capítulos  | 1993                   | 1994                   | María Antonieta Gómez Franklin Briones    | Carl West                    | Equador        |       |
| 1993 | 22 | Los Sangurimas                              | —             | 1993                   | —                      | José de la Cuadra                         | Carl West                    | Equador        |       |
| 1993 | 23 | Cumandá                                     | —             | 1993                   | —                      | Juan León Mera                            | Carl West                    | Equador        |       |
| 1994 | 24 | Dulce Tormento                              | 150 capítulos | 1994                   | 1995                   | Alpha Dolly Delgado Franklin Briones      | George Coello                | Equador        | [ 8 ] |
| 1994 | 25 | Pasado y confeso                            | —             | 1994                   | 2005                   | —                                         | —                            | Equador        |       |
| 1994 | 26 | Doble Trampa                                | 1 capítulo    | 1994                   |                        |                                           |                              | Equador        | [ 8 ] |
| 1995 | 27 | María Soledad                               | 75 capítulos  | 24 de julho de 1995    | 17 de novembro de 1995 | María Antonieta Gómez                     | Carl West                    | Equador        | [ 9 ] |
| 1995 | 28 | El Chulla Romero y Flores                   | —             | 1995                   | —                      | Jorge Icaza                               | Carl West                    | Equador        |       |
| 1995 | 29 | A la costa                                  | —             | 1995                   | —                      | Luis Alfredo Martínez                     | Carl West                    | Equador        |       |
| 1995 | 30 | Bella                                       | —             | 1995                   | —                      |                                           |                              | Equador        |       |
| 1996 | 31 | 7 Lunas, 7 Serpientes                       | —             | 1996                   | —                      | Demetrio Aguilera Malta                   | Carl West                    | Equador        |       |
| 1996 | 32 | El cojo Navarrete                           | —             | 1996                   | —                      |                                           |                              | Equador        |       |
| 1996 | 33 | El milagro de las cuevas                    | —             | 1996                   | —                      |                                           |                              | Equador        |       |
| 1996 | 34 | Las locas aventuras de dos niños en Navidad | —             | 1996                   | —                      |                                           |                              | Equador        |       |
| 1997 | 35 | Puerto Lucía                                | 24 capítulos  | 17 de novembro de 1997 | 18 de dezembro de 1997 | Catherina Lebeboer                        | Catherina Lebeboer           | Equador        |       |
| 1997 | 36 | Solo de guitarra                            | —             | 1997                   | —                      | Junichiro Tanizaki                        | Carl West                    | Equador        |       |
| 1998 | 37 | Dejémonos de vainas                         | 280 capítulos | 1998                   | 2000                   | Peky Andino                               | Álvaro Tavera Pablo Cevallos | Equador        |       |
| 1998 | 38 | El rey de la playa                          |               | 1998                   |                        |                                           |                              | Equador        |       |
| 1998 | 39 | Pasaje de ida                               | 1 capítulo    | 1998                   |                        |                                           |                              | Equador        |       |
| 1999 | 40 | De la Vida Real                             |               | 1999                   | 2005                   |                                           |                              | Equador        |       |

## Século XXI

### Década de 2000
| Ano  | #  | Título                             | Episódios     | Emissão original    | Emissão original      | Criador          | Director                                  | País de origem | Ref    |
| Ano  | #  | Título                             | Episódios     | Estreno             | Final                 | Criador          | Director                                  | País de origem | Ref    |
| ---- | -- | ---------------------------------- | ------------- | ------------------- | --------------------- | ---------------- | ----------------------------------------- | -------------- | ------ |
| 2000 | 41 | Sin límites                        | 41 capítulos  | 2000                | 2001                  | —                | —                                         | Equador        |        |
| 2000 | 42 | ¡Que Familia!                      | 150 capítulos | 2000                | 2003                  | —                | —                                         | Equador        |        |
| 2001 | 43 | Visa para un sueño                 | —             | 2001                | —                     | —                | —                                         | Equador        |        |
|      |    |                                    |               |                     |                       |                  |                                           |                |        |
| 2002 | 44 | Retrato Hablado                    | —             | 2002                | —                     | —                | —                                         | Equador        |        |
| 2002 | 45 | Mujeres de peso                    | —             | 2002                | —                     | —                | —                                         | Equador        |        |
| 2003 | 46 | Escuadrón Anónimo                  | —             | 2003                | —                     | —                | —                                         | Equador        |        |
| 2004 | 47 | Yo vendo unos ojos negros          | 120 capítulos | 2004                | —                     | —                | —                                         | Equador        | [ 10 ] |
| 2004 | 48 | Los HP                             | 12 capítulos  | 2004                | —                     | —                | —                                         | Equador        |        |
| 2004 | 49 | Hijos de Dios                      | 6 capítulos   | 2004                | —                     | —                | —                                         | Equador        |        |
| 2004 | 50 | Sexo y Chao                        | —             | 2004                | —                     | —                | —                                         | Equador        |        |
| 2005 | 51 | Amores que matan                   | 83 capítulos  | 2005                | 2006                  | —                | —                                         | Equador        | [ 11 ] |
| 2005 | 52 | La Niñera                          | —             | 2005                | 2006                  | —                | —                                         | Equador        |        |
| 2005 | 53 | Pura Boca                          | 20 capítulos  | 2005                | —                     | —                | —                                         | Equador        |        |
| 2005 |    |                                    |               |                     |                       |                  |                                           |                |        |
| 2005 | 54 | Las Zuquillo                       | 400 capítulos | novembro de 2005    | março de 2009         | —                | —                                         | Equador        |        |
| 2006 | 55 | Kliffor                            | 96 capítulos  | 2006                | 2007                  | —                | —                                         | Equador        |        |
| 2006 | 56 | Acolítame                          | —             | 2006                | 2007                  | —                | —                                         | Equador        |        |
| 2006 | 57 | Los que se quedan y los que se van | —             | 2006                | —                     | —                | —                                         | Equador        |        |
| 2007 | 58 | Super Papá                         | 60 capítulos  | 2007                | 2008                  | —                | —                                         | Equador        |        |
| 2007 | 59 | El cholito                         | 120 capítulos | 2007                | 2008                  | —                | —                                         | Equador        |        |
| 2007 | 60 | De 9 a 6                           | —             | 2007                | —                     | —                | —                                         | Equador        |        |
| 2007 | 61 | El hombre de la casa               | 10 capítulos  | 2007                | —                     | —                | —                                         | Equador        |        |
| 2007 | 62 | Sueños de Juventud                 | 1 capítulo    | 2007                | —                     | —                | —                                         | Equador        |        |
| 2007 | 63 | Sé que vienen a matarme            | 1 capítulo    | 2007                | —                     | —                | —                                         | Equador        |        |
| 2008 | 64 | El Secreto de Toño Palomino        | 150 capítulos | 10 de junho de 2008 | 20 de janeiro de 2009 | Adrián Suar      | Marcos Espín Nitsy Grau Luis Aguirre Ford | Equador        |        |
| 2009 | 65 | El exitoso Lcdo. Cardoso           | 130 capítulos | 28 de julho de 2009 | 22 de janeiro de 2010 | —                | Luis Aguirre Ford Nitsy Grau              | Equador        |        |
| 2009 | 66 | Mujeres asesinas                   | 10 capítulos  | 2009                | —                     | Marisa Grinstein | Patricio Soto                             | Equador        |        |

### Década de 2010
| Ano         | #  | Título                                                       | Episódios     | Emissão original        | Emissão original       | Criador                                                                              | Director                                                   | País de origem         | Ref |
| Ano         | #  | Título                                                       | Episódios     | Estreno                 | Final                  | Criador                                                                              | Director                                                   | País de origem         | Ref |
| ----------- | -- | ------------------------------------------------------------ | ------------- | ----------------------- | ---------------------- | ------------------------------------------------------------------------------------ | ---------------------------------------------------------- | ---------------------- | --- |
| 2010        | 67 | La taxista                                                   | 105 capítulos | 3 de agosto de 2010     | 3 de janeiro de 2011   | Roberto Argüello Cristian Cortez                                                     | Paco Cuesta                                                | Equador                |     |
| 2010        | 68 | Lucho libre                                                  | 36 capítulos  | 11 de julho de 2010     | —                      | Roberto Guerrero                                                                     | Marcos Espín                                               | Equador                |     |
| 2010        | 69 | Los Panitas                                                  | —             | 2010                    | —                      | —                                                                                    | —                                                          | Equador                |     |
| 2011        | 70 | El Combo amarillo                                            | —             | 21 de fevereiro de 2011 | 2012                   | Nitsy Grau                                                                           | Luis Aguirre Ford                                          | Equador                |     |
| 2011        | 71 | Capitán Expertus                                             | —             | 14 de maio de 2011      | dezembro de 2011       | Galo Recalde                                                                         | Luis Aguirre Ford                                          | Equador                |     |
| 2012        | 72 | El Combo amarillo 2                                          | —             | 9 de janeiro de 2012    | 2012                   | Nitsy Grau                                                                           | Luis Aguirre Ford                                          | Equador                |     |
| 2012        | 73 | El Combo amarillo 3                                          | —             | 13 de agosto de 2012    | —                      | Nitsy Grau                                                                           | Luis Aguirre Ford                                          | Equador                |     |
| 2013        | 74 | Secretos                                                     | 10 capítulos  | 27 de outubro de 2013   | 2013                   | Peky Andino                                                                          | Peky Andino                                                | Equador                |     |
| 2013        | 75 | El sanduchito                                                | —             | 4 de março de 2013      | 2013                   | Paco Cuesta Luis Aguirre Ford                                                        | Luis Aguirre Ford                                          | Equador                |     |
| 2013        | 76 | Así pasa                                                     | —             | 20 de maio de 2013      | 28 de março de 2014    | Catrina Tala                                                                         | Marcos Espín                                               | Equador                |     |
| 2013        | 77 | Parece que fue ayer                                          | 6 capítulos   | 12 de fevereiro de 2013 | 3 de março de 2013     | Michael Endara Alfredo León César Moreno Melvin Hoyos Geovanny Rosero Irving Zapater | Michael Endara                                             | Equador                |     |
| 2013        | 78 | El Combo amarillo 4                                          | —             | 15 de julho de 2013     | —                      | Nitsy Grau                                                                           | Luis Aguirre Ford                                          | Equador                |     |
| 2014        | 79 | Secretos 2                                                   | 11 capítulos  | 18 de novembro de 2014  | 2014                   | Peky Andino                                                                          | Peky Andino                                                | Equador                |     |
| 2014        | 80 | 3 Familias                                                   | 33 capítulos  | 31 de março de 2014     | julho de 2014          | Marcos Espín Cristian Cortez Eddie González                                          | Marcos Espín Luis Aguirre Ford                             | Equador                |     |
| 2014        | 81 | Así pasa 2                                                   | —             | 1 de setembro de 2014   | 23 de abril de 2016    | Catrina Tala                                                                         | Marcos Espín                                               | Equador                |     |
| 2014        | 82 | El Combo amarillo 5                                          | —             | 5 de maio de 2014       | —                      | Nitsy Grau                                                                           | Luis Aguirre Ford                                          | Equador                |     |
| 2014        | 83 | Crónicas Urbanas                                             | —             | 2014                    | —                      | —                                                                                    | —                                                          | Equador                |     |
| 2015        | 84 | El Combo amarillo 6                                          | —             | 27 de abril de 2015     | 2016                   | Nitsy Grau                                                                           | Luis Aguirre Ford                                          | Equador                |     |
| 2016        | 85 | 3 Familias 2: Corregidos, aumentados y con yapa              | 97 capítulos  | 4 de abril de 2016      | 23 de agosto de 2016   | Marcos Espín Cristian Cortez Eddie González                                          | Marcos Espín Luis Aguirre Ford                             | Equador                |     |
| 2016        | 86 | Milagros                                                     | —             | 20 de março de 2016     | —                      | Iván Márquez                                                                         | Jorge Toledo                                               | Equador                |     |
| 2016        | 87 | El Combo amarillo 7                                          | —             | 26 de abril de 2016     | DI2016                 | Nitsy Grau                                                                           | Luis Aguirre Ford                                          | Equador                |     |
| 2016        | 88 | El más Querido                                               | 10 capítulos  | 28 de junho de 2016     | 11 de julho de 2016    | Peky Andino                                                                          | Peky Andino                                                | Equador                |     |
| 2016        | 89 | La Trinity                                                   | 92 capítulos  | 7 de setembro de 2016   | 21 de março de 2017    | Paco Cuesta                                                                          | Luis Aguirre Ford Luis Guillermo Uzhca Darío Fernández     | Equador                |     |
| 2017        | 90 | 3 Familias 3: Más ecuatorianos que nunca y con harto arroz   | 119 capítulos | 6 de março de 2017      | 4 de setembro de 2017  | Marcos Espín Cristian Cortez Eddie González                                          | Marcos Espín Luis Aguirre Ford                             | Equador Espanha        |     |
| 2017 / 2020 | 91 | La Trinity 2: Verdades al desnudo                            | 94 capítulos  | 5 de setembro de 2017   | 9 de novembro de 2020  | Paco Cuesta                                                                          | Luis Aguirre Ford Luis Guillermo Uzhca Darío Fernández     | Equador                |     |
| 2018        | 92 | 3 Familias 4: Más apretados que nunca, chiros pero contentos | 184 capítulos | 2 de abril de 2018      | 21 de dezembro de 2018 | Marcos Espín Cristian Cortez Eddie González                                          | Marcos Espín Luis Aguirre Ford                             | Equador                |     |
| 2018        | 93 | Sharon, la hechicera                                         | 87 capítulos  | 14 de agosto de 2018    | 17 de dezembro de 2018 | Peky Andino Fernando Mieles                                                          | Henry Colmenares Cynthia Landivar Peky Andino Nadine Muñoz | Equador                |     |
| 2019        | 94 | 3 Familias 5: El Origen                                      | 86 capítulos  | 20 de agosto de 2019    | 20 de dezembro de 2019 | Marcos Espín Cristian Cortez Eddie González                                          | Marcos Espín Luis Aguirre Ford                             | Equador Estados Unidos |     |
| 2019        | 95 | Sharon 2: El desenlace                                       | 85 capítulos  | 20 de agosto de 2019    | 20 de dezembro de 2019 | Peky Andino Fernando Mieles                                                          | Henry Colmenares Cynthia Landivar Peky Andino Nadine Muñoz | Equador                |     |

### Década de 2020
| Ano  | #   | Título                 | Episódios     | Emissão original        | Emissão original       | Criador                                     | Director                                  | País de origem        | Ref |
| Ano  | #   | Título                 | Episódios     | Estréia                 | Final                  | Criador                                     | Director                                  | País de origem        | Ref |
| ---- | --- | ---------------------- | ------------- | ----------------------- | ---------------------- | ------------------------------------------- | ----------------------------------------- | --------------------- | --- |
| 2020 | 96  | 3 Familias 6: El Final | 101 capítulos | 18 de fevereiro de 2020 | 27 de julho de 2020    | Marcos Espín Cristian Cortez Eddie González | Marcos Espín Luis Aguirre Ford            | Equador               |     |
| 2020 | 97  | Sí se puede            | 95 capítulos  | 28 de julho de 2020     | 11 de dezembro de 2020 | Peky Andino                                 | Henry Colmenares Peky Andino Nadine Muñoz | Equador               |     |
| TBA  | 98  | El infierno de Eva     | 60 capítulos  | —                       | —                      | —                                           | —                                         | Equador Argentina     |     |
| TBA  | 99  | El Clan del Tigre      | 13 capítulos  | —                       | —                      | Alejandro Lalaleo                           | —                                         | Equador               |     |
| TBA  | 100 | Gente normal           | 10 capítulos  | —                       | —                      | Sebastián Trujillo Lucas Combina            | —                                         | Equador               |     |
| TBA  | 101 | El Naza                | 40 capítulos  | —                       | —                      | —                                           | —                                         | Equador México Brasil |     |
| TBA  | 102 | La Muralla             | 10 capítulos  | —                       | —                      | —                                           | —                                         | Equador Porto Rico    |     |